# Candyman (film, 2021)
Pour l’article homonyme, voir Candyman.
Série Candyman
Candyman 3 : Le Jour des morts
(1999)
Pour plus de détails, voir Fiche technique et Distribution.
Candyman, ou Candyman : Le Spectre maléfique au Québec, est un film d'horreur américain coécrit et réalisé par Nia DaCosta, sorti en 2021. Il s'agit du quatrième film de la franchise inspirée de la nouvelle The Forbidden de Clive Barker et d'une suite-remake du film homonyme de 1992 de Bernard Rose.

## Synopsis
Anthony McCoy, artiste, vit à Chicago, avec sa femme, directrice d'une galerie d'art. En panne d'inspiration, il découvre la légende de Candyman. Il commence à s'en inspirer pour ses peintures. Cela va faire ressurgir en lui un passé sanglant. Il va peu à peu perdre la raison. Selon la légende, on peut invoquer Candyman en prononçant son nom cinq fois en se regardant dans un miroir. Meurtres macabres et légendes urbaines se mêlent à la terreur de cette ville traumatisée.

## Fiche technique
Sauf indication contraire, les informations mentionnées dans cette section peuvent être confirmées par la base de données cinématographiques IMDb,  présente dans la section « Liens externes ».
- Titre original et français : Candyman
- Titre québécois : Candyman : Le Spectre maléfique
- Réalisation : Nia DaCosta
- Scénario : Nia DaCosta, Jordan Peele et Win Rosenfeld, d'après la nouvelle The Forbidden de Clive Barker
- Musique : Robert A. A. Lowe
- Direction artistique : Jami Primmer
- Décors : Cara Brower
- Costumes : Lizzie Cook
- Photographie : John Guleserian
- Montage : Catrin Hedström
- Production : Ian Cooper, Jordan Peele, Win Rosenfeld
  - Production déléguée : Jason Cloth, Aaron L. Gilbert et David Kern
- Sociétés de production : Monkeypaw Productions ; coproduit par Bron Studios et Metro-Goldwyn-Mayer
- Sociétés de distribution : Universal Pictures (États-Unis, Canada), Universal Pictures International France (France)
- Budget : 8 millions de dollars
- Format : couleur — 2,39:1
- Genre : horreur, slasher
- Durée : 91 minutes
- Dates de sortie :
  - États-Unis, Canada : 27 août 2021
  - France : 29 septembre 2021
- Classification :
  - États-Unis : R (interdit aux moins de 17 ans non accompagné) (classé R pour une forte violence sanglante)
  - France : Interdit aux moins de 12 ans lors de sa sortie en salles mais aux moins de 16 ans à la télévision

## Distribution
- Yahya Abdul-Mateen II (VFB : Karim Barras) : Anthony McCoy / Candyman
- Teyonah Parris (VFB : Ludivine Deworst) : Brianna Cartwright
- Nathan Stewart-Jarrett (VFB : Maxime Van Santfoort) : Troy Cartwright
- Colman Domingo (VFB : Jean-Michel Vovk) : William Burke
- Vanessa A. Williams (VFB : Valérie Lemaitre) : Anne-Marie McCoy
- Rebecca Spence (VFB : Colette Sodoyez) : Finley Stephens
- Christiana Clark (VFB : Célia Torrens) : Danielle Harrington
- Michael Hargrove : Sherman Fields / Candyman
- Miriam Moss (VFB : Hélèna Coppejans) : Jerrika Cooper
- Brian King (VFB : Sébastien Hébrant) : Clive Privler
- Kyle Kaminsky (VFB : Brieuc Lemaire) : Grady Smith
- Carl Clemons-Hopkins (VFB : Jean-François Rossion) : Jameson
- Heidi Grace Engerman : Haley Gulick
- Tony Todd (VFB : Claudios Dos Santos) : Daniel Robitaille / Candyman
- Virginia Madsen : Helen Lyle (caméo vocal)

## Production

### Genèse et développement
En septembre 2018, on annonce que Jordan Peele va produire un nouveau film Candyman, via sa société Monkeypaw Productions. En novembre, Universal Pictures et MGM rejoignent officiellement le projet, alors que Nia DaCosta est choisie comme réalisatrice. Le film est présenté comme une « suite spirituelle » au film Candyman (1992) et dont l'intrigue se situera dans le quartier gentrifié de Cabrini-Green à Chicago.

### Attribution des rôles
En février 2019, Yahya Abdul-Mateen II est en négociations pour incarner le rôle de McCoy. En avril, alors que sa participation était incertaine, le retour de Tony Todd est confirmé, de même que Teyonah Parris est ensuite choisie pour incarner la femme du personnage principal.

### Tournage
Le tournage a lieu à Chicago, en août 2019,. Pour conserver le mystère, le film est tourné sous le titre Say My Name. Le tournage de Candyman s'est déroulé entre août et septembre 2019 dans la ville de Chicago. Certains tournages ont eu lieu dans le quartier de North Park au cours du mois de septembre. La réalisatrice, Nia DaCosta, a déclaré que les immeubles/condos Marina City à Near North Side étaient son lieu de tournage préféré dans la ville. Plusieurs scènes ont été tournées dans les derniers vestiges des maisons en rangée clôturées de Cabrini-Green datant de 1942. Candyman est le premier long métrage tourné dans l'enceinte du Musée d'Art contemporain de Chicago. Comme le film initialement prévu en 2004, le projet disposait d'un budget de production de 25 millions de dollars[réf. nécessaire].
Le film comporte des séquences d'animation de marionnettes créées par Manual Cinema. Nia DaCosta a déclaré qu'elle et Jordan Peele avaient choisi les ombres chinoises après avoir parlé "très tôt de la haine que nous éprouvions à faire une scène traditionnelle de flash-back (rires) ou à utiliser des séquences du film original, parce que nous voulions que ce film soit autonome. Il a mentionné les ombres chinoises, et ensuite, à Chicago, nous avons développé quelque chose avec cette incroyable compagnie de production théâtrale, et à partir de là, il s'est agi moins de flashbacks et plus de la façon dont nous dépeignons ces histoires, ces légendes."[réf. nécessaire]

### Musique
En mars 2020, il est révélé que Robert A. A. Lowe est le compositeur du film.

## Sortie

### Date de sortie
Initialement prévue pour le 12 juin 2020, la date est repoussée au 25 septembre, puis à nouveau repoussée au 16 octobre et encore une fois repoussée au 27 août 2021 en raison de la pandémie de Covid-19. Finalement, le film sortira en salles le 29 septembre 2021.

### Box-office
| Pays ou région    | Box-office      | Date d'arrêt du box-office | Nombre de semaines |
| ----------------- | --------------- | -------------------------- | ------------------ |
| États-Unis Canada | 61 186 570 $    | 11 novembre 2021           | 11                 |
| France            | 143 040 entrées | 2 novembre 2021            | 5                  |
| Total mondial     | 77 411 570 $    | -                          | -                  |

## Distinctions

### Nominations
- Directors to Watch : Nia DaCosta